# Gorazd Škof
Gorazd Škof (Novo mesto, 1977. július 11. –) szlovén válogatott kézilabdázó, kapus.

## Pályafutása

### Klubcsapatokban
Gorazd Škof az RK Brežice csapatában kezdte pályafutását. Játékoskarrierje elején az RK Krško és a Trimo Trebnje játékosa is volt, utóbbi csapatban mutatkozott be a felnőttek között. 2003 nyarán lett a Gorenje Velenje játékosa, majd egy szezont követően a rivális Celjéhez szerződött. Négy idényt töltött a csapatnál, ezalatt pedig négyszer nyert bajnoki címet és kétszer ünnepelhetett kupagyőzelmet. 
2008 és 2011 között három szezont töltött az RK Zagrebben. Háromszor nyert bajnoki címet a fővárosi csapattal és kétszer kupagyőztes. Ezt követően visszatért hazájába, az éppen akkor szlovén bajnok Cimos Koperhez. Három hónapig védett a francia Créteilben, ahol a sérült Arnaud Tabarandot helyettesítette. 2013 nyarán két évre aláírt a HBC Nantes-hoz. Végül három évet töltött a csapatnál, majd 2016-ban nem hosszabbította meg lejáró szerződését, hanem a Paris Saint-Germain Handballhoz igazolt, ahol Thierry Omeyer váltótársa lett a kapuban. 2017 nyarán a német Bundesligába szerződött a HC Erlangenhez.

### A válogatottban
A szlovén válogatottban 1994-ben Tunézia ellen mutatkozott be. 188 alkalommal játszott a nemzeti csapatban. 2004-ben, a hazai rendezésű Európa-bajnokságon ezüstérmet nyert a csapattal. Részt vett a 2016-os olimpián, ahol 6. lett a szlovén válogatott.

## Sikerei, díjai
- Szlovén bajnok (4) : 2005, 2006, 2007, 2008
- Szlovén kupagyőztes (3) : 2003, 2006, 2007
- Horvát bajnok (3) : 2009, 2010, 2011
- Horvát kupagyőztes (2) : 2009, 2010
- Francia Ligakupa-győztes (1) : 2015